# 卡雷尔·德许赫特
卡雷尔·洛德韦克·若尔热特·埃默朗斯·德许赫特（荷蘭語：Karel Lodewijk Georgette Emmerence De Gucht，荷蘭語發音：[ˈkarəl də ˈɣʏxt]），比利时政治人物，于2010年2月-2014年10月31日担任歐盟貿易專員，此前他于2004-2009年间担任比利时外交部长，2009-2010年间担任欧盟国际合作、人道主义援助和危机应对专员。